# Moscheeverein
Ein Moscheeverein ist eine Organisationsform nach dem Vereinsrecht, die entweder eine Moschee betreibt oder als Bauträger eine Moschee zu errichten beabsichtigt. Die islamische Variante ist eine „fromme Stiftung“ (Waqf), die den Unterhalt einer Moschee zur Aufgabe hat.

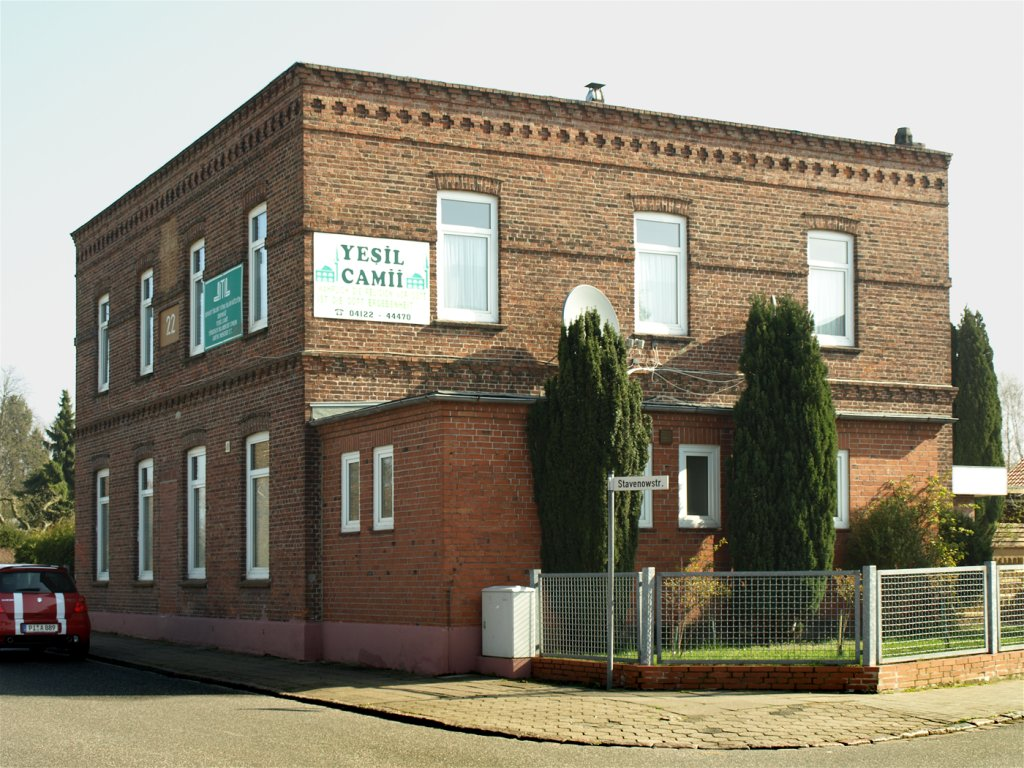
Moschee eines türkischsprachigen Moscheevereins in der norddeutschen Kleinstadt Uetersen

## Moscheevereine in Deutschland

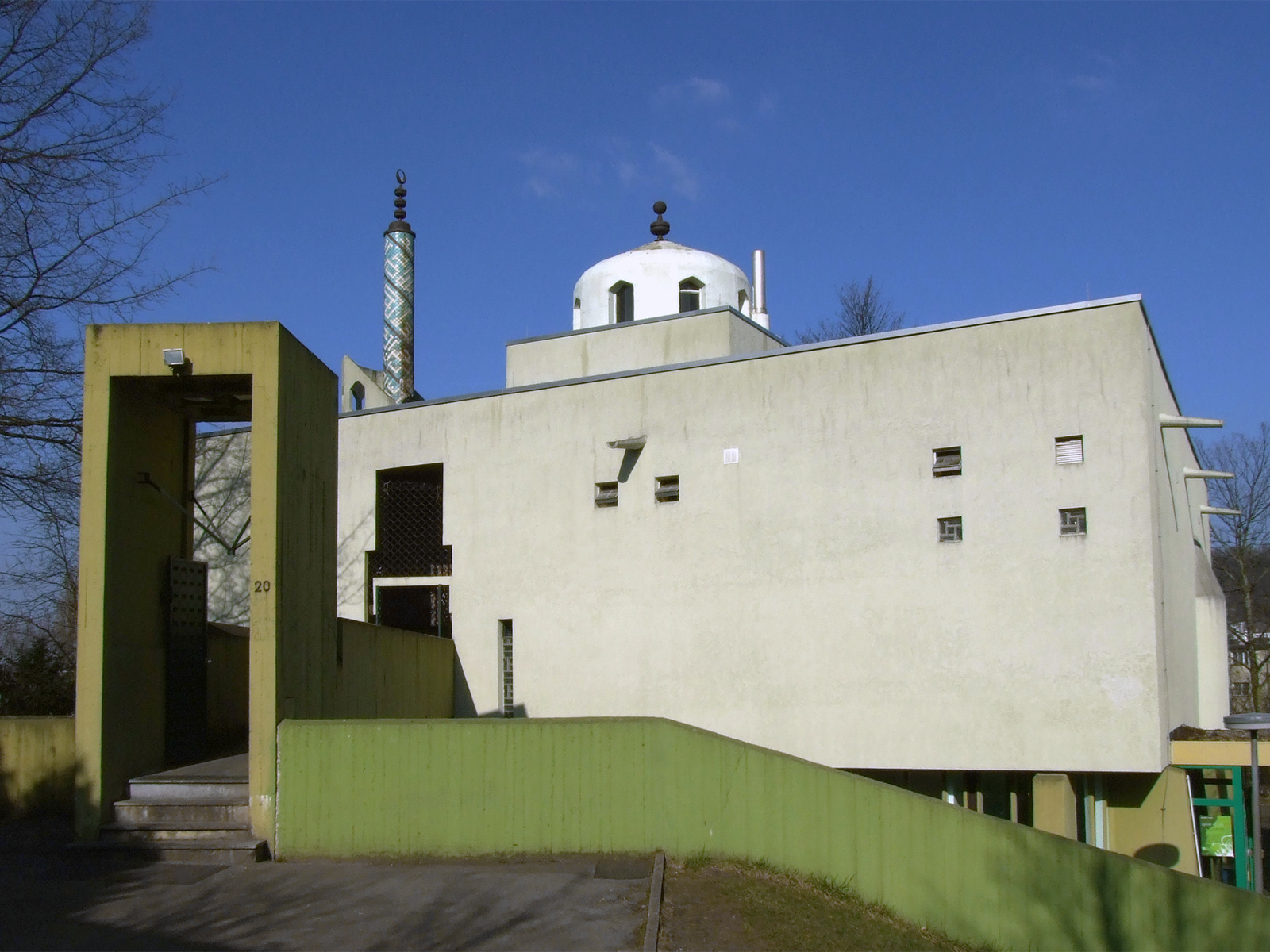
Bilal-Moschee in Aachen

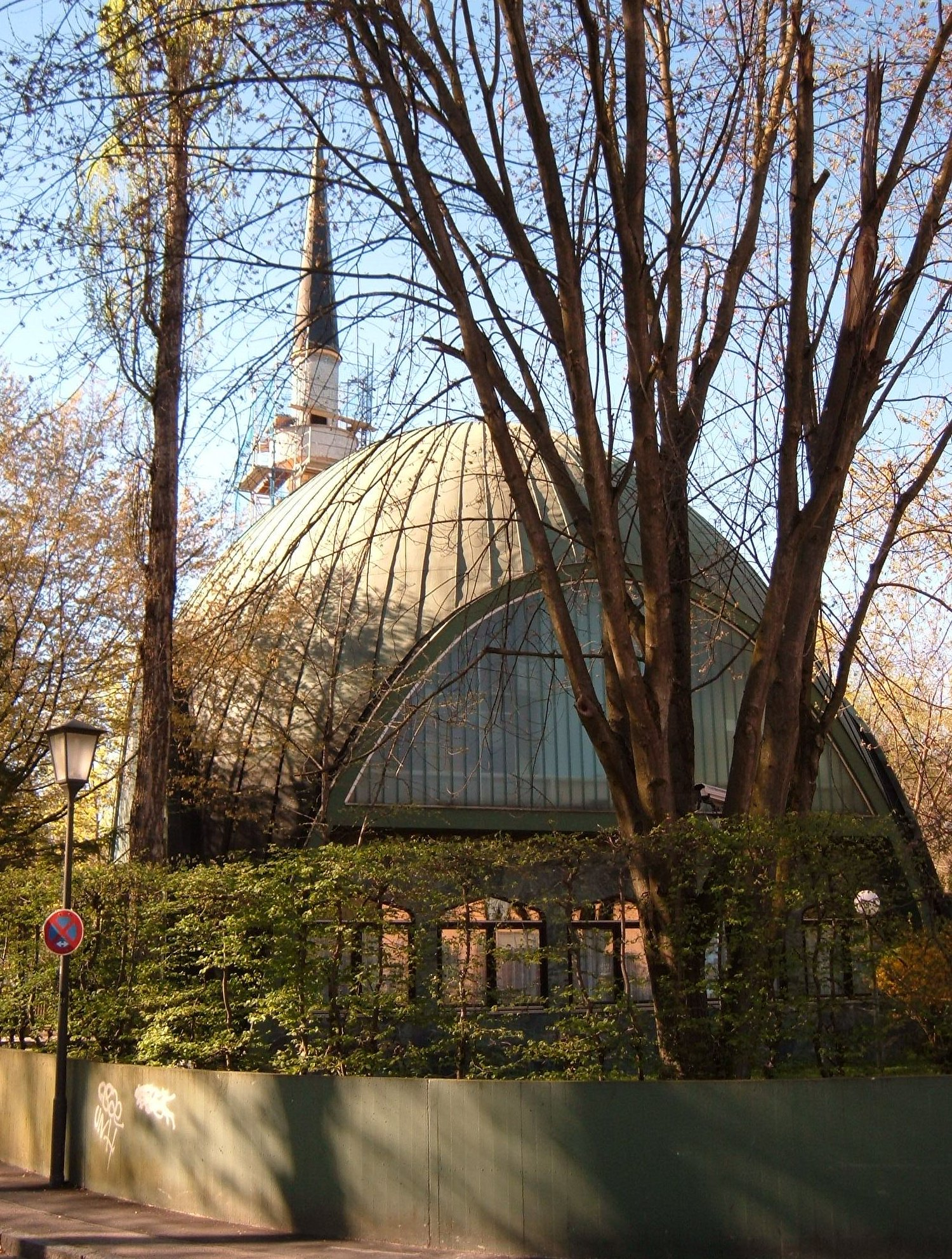
Freimann-Moschee in München-Freimann

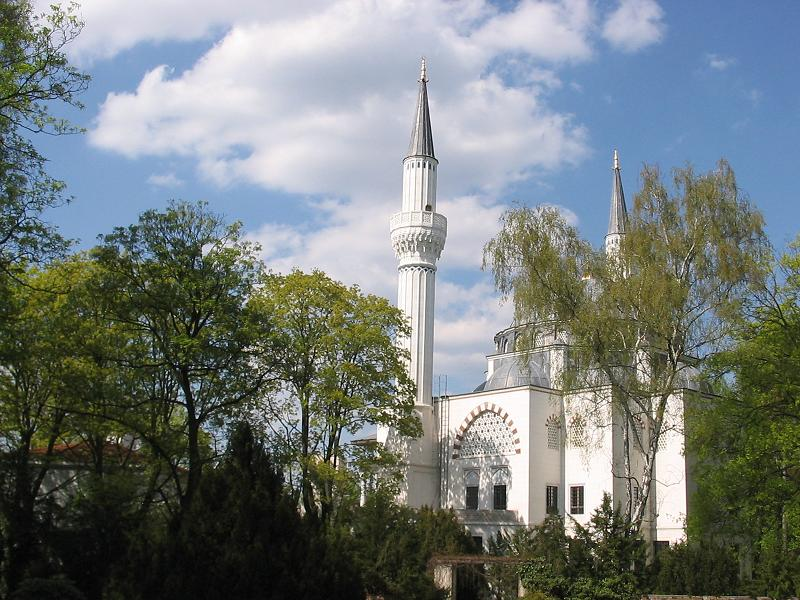
Şehitlik-Moschee in Berlin

Vielfach gingen diese Vereine aus türkischen bzw. marokkanischen Kulturvereinen mit angeschlossenem Gebetsraum hervor, wodurch die volkstümliche Bezeichnung Hinterhofmoschee entstand. Schätzungen der Bundesregierung zufolge gibt es in Deutschland rund 2600 Moscheevereine.
In Deutschland haben sich seit 1973 mehrere Moscheevereine zu regionalen Verbänden und landesweiten Dachverbänden zusammengeschlossen, die nach bestimmten Nationalitäten definiert wurden, unter Berücksichtigung sprachlicher, religiöser oder auch politisch-ideologischer Differenzen.
Die Moscheevereine traten an die Stelle der Arbeitervereine, wurden zu Kristallisationspunkten einer entstehenden islamischen Infrastruktur und wirkten als Orte islamischer Identitätsfindung in einem nichtislamischen Umfeld. Nationale, politische und religiöse Differenzen in überregionalen Organisationsstrukturen widerspiegelten religiöse, politische und kulturelle Differenzen, Spannungen und Konflikte in den Herkunftsländern. Diese nutzten ihrerseits sehr bald die Chancen, den Islam in Deutschland finanziell zu unterstützen und personell zu beeinflussen.

### Vereinsmitglieder und Moscheegänger
Moscheevereine unterscheiden sich von anderen Vereinen in Deutschland durch ein anderes Verhältnis von Mitglieder- und Beteiligungsstruktur. Ursula Neumann von der Universität Hamburg beschreibt dies so: „Übliche eingetragene Vereine und Organisationen sind in der Regel mitgliederbezogen, d. h. eine Anzahl von eingeschriebenen und beitragszahlenden Mitgliedern sind im Rahmen einer gemeinsamen Satzung tätig und werden über einen Vorstand repräsentiert; Nichtmitglieder haben keine Beteiligungsmöglichkeit. Islamische Religionsvereine bestehen hingegen aus einer kleinen Gruppe von Mitgliedern; sie tragen die Moschee, die sich aber einer großen Zahl von Besuchern für eine aktive Beteiligung öffnet. Die Gläubigen fühlen sich einer bestimmten Moschee zugehörig, beteiligten sich aber außer durch Spenden und das gemeinsame Gebet nur informell am Willensbildungsprozess in der Moschee.“
Dieses Selbstverständnis der Moscheevereine wird zurückgeführt auf die Tradition der islamischen Stiftungen, deren Angebote für alle offen sind.
Der Organisationsgrad der in Deutschland lebenden etwa 3,4 Millionen Muslime ist eher gering.
Nach Angaben des Zentralinstitut Islam-Archiv-Deutschland erwarben nur knapp 400.000 Muslime eine Mitgliedschaft in Moscheevereinen im rechtlichen Sinne, also eine Minderheit von 10 bis 15 %.
Den höchsten Organisationsgrad haben die türkischen Muslime.
Knapp ein Viertel aller türkischstämmigen Muslime (23 %) ist selbst Vereinsmitglied, weitere 22 % sind über einen Familienangehörigen an einen Verband gebunden.
Mehr als zwei Drittel (72 %) besuchen zumindest hin und wieder Moscheen und 40 % nutzen die kulturellen, sozialen oder Bildungsangebote der Moscheen.
Die Zahl der männlichen „Teilnehmer des wöchentlichen Freitagsgebets“ wird vom Zentralinstitut Islam-Archiv-Deutschland mit 493.000 angegeben.
Eine Studie von 2001 über türkische Arbeitnehmer ergab, dass 7,3 % der Türken mehrmals in der Woche Gottesdienste oder andere religiöse Veranstaltungen besuchen, 24,7 % einmal in der Woche und 24,8 % wenigstens einmal im Monat.
Eine repräsentative Studie über Muslime in Deutschland 2007 ermittelte, dass 11,4 % mehrmals in der Woche Moscheen besuchen, 17,1 % einmal in der Woche, 8,1 % mehrmals im Monat und 4,5 % höchstens einmal im Monat.
Dies deckt sich grob mit Beobachtungen eines türkischen muslimischen Funktionärs des Bündnis der Islamischen Gemeinden in Norddeutschland: „Wir erreichen mit unserer Arbeit von 150.000 Muslimen in Norddeutschland rund zehn Prozent, also 15.000 Muslime, 5.000 sind regelmäßige Moscheegänger. Ich vermute, dass der Organisationsgrad der islamischen Gemeinden rund 30 bis 40 Prozent der Muslime erfasst, wobei wir unterscheiden müssen zwischen Mitgliedern in den islamischen Vereinen und zwischen den Moscheengängern.“

### Angebote
Die Moscheevereine bieten eine Fülle von Aktivitäten, in der Reihenfolge der Nutzung laut einer Studie: Religiöse Betreuung/Korankurse, Freizeitgestaltung/Sport, Räume für Heirat/Beschneidung, Kultur, Bildung (Hausaufgaben/Deutsch), Lebensmittelladen, soziale/rechtliche Beratung, Hilfe im Alltag/Beratung, Friseur und Pilgerfahrtorganisation.
Moscheevereine bieten teils eigene Deutschkurse an, teils Integrationskurse die vom Bundesamt für Migration und Flüchtlinge finanziert werden. Letzteres meist in Moscheevereinen der DITIB aber auch über andere Träger wie die „Islamische Gemeinde Penzberg“.
Seit 1997 veranstalten viele Moscheevereine in Deutschland jährlich am 3. Oktober den Tag der offenen Moschee, zu dem insbesondere Nicht-Muslime eingeladen sind.

### Finanzierung

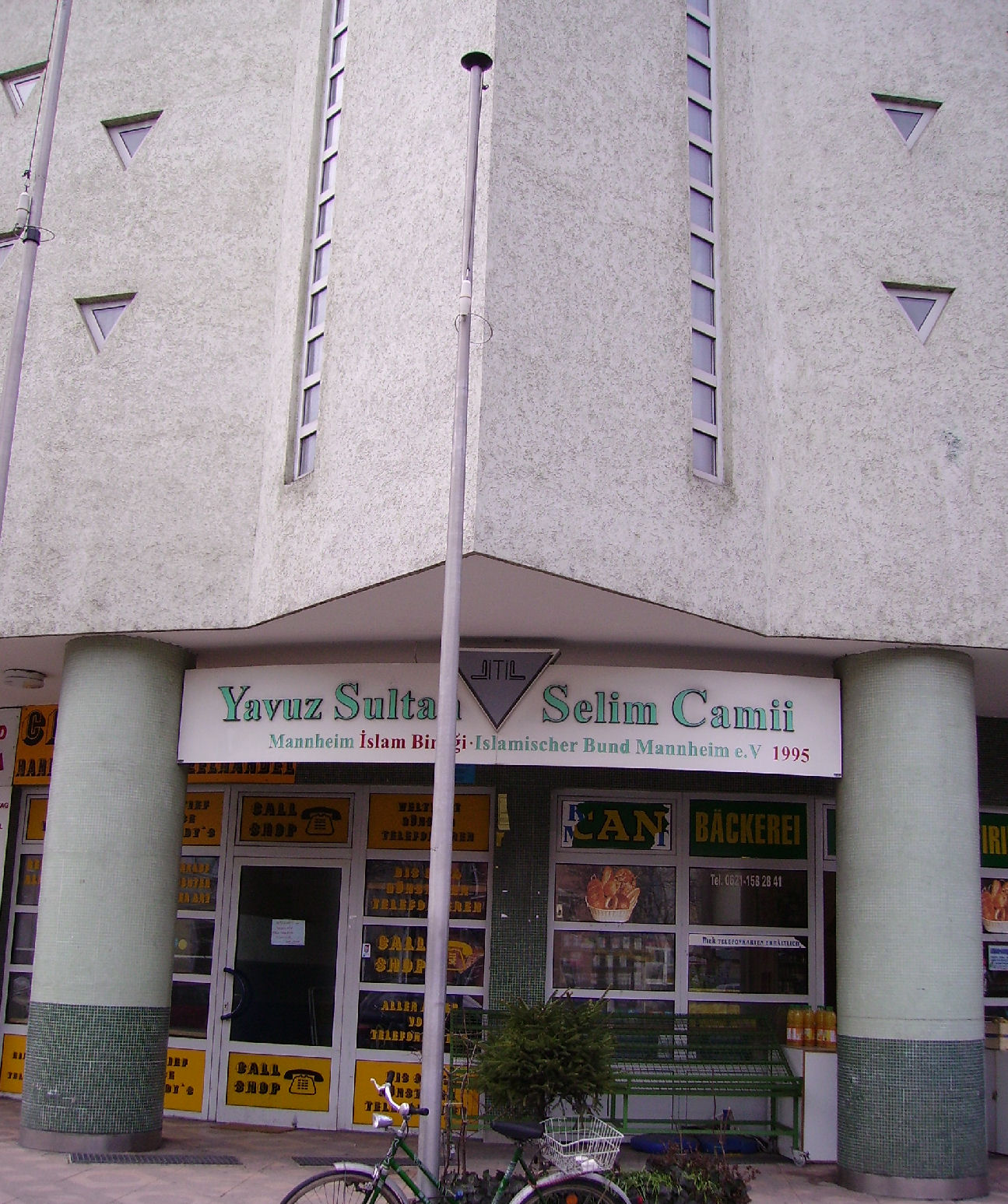
Ladenzeile mit Bäckerei und Call Shop in der Yavuz-Sultan-Selim-Moschee Mannheim

Die Finanzierung des Moscheevereins läuft in aller Regel über Spenden der Moscheebesucher, nur zu einem geringen Teil über Mitgliedsbeiträge.
Wenn ein Moscheeverein als gemeinnützig anerkannt ist, sind Spenden in gleicher Weise steuerlich abziehbar wie entsprechende Zuwendungen an öffentlich-rechtliche Körperschaften oder andere gemeinnützige Einrichtungen.
Außerdem kalkulieren viele Moscheevereine mit Einkünften aus Vermietung und Verpachtung von Geschäften (Friseur, Lebensmittelladen, Café, Buchladen) und Festräumen. Für einige Veranstaltungen werden Eintrittsgelder oder Kursgebühren erhoben.
Nach den der Bundesregierung vorliegenden Erkenntnissen gewähren außerdem die Türkei, Saudi-Arabien und Iran muslimischen Organisationen in Deutschland finanzielle Unterstützung.
Öffentliche finanzielle Förderung wurde gewährt für interkulturelle Begegnungszentren in oder an Moscheeneubauten, so in Berlin bei der Şehitlik-Moschee und bei der Duisburger Merkez-Moschee.
Auch die Restauration der Wilmersdorfer Moschee in Berlin wurde staatlich unterstützt.
Vereinzelt werden auch staatliche Subventionen für Arbeitskräfte genutzt, seit 1986 ist das Islamische Zentrum München als Zivildienststelle anerkannt und auch in Halle (Westf.) wurde ein „Moschee-Zivi“ eingesetzt.
Der „Deutsche Muslimkreis Berlin e. V.“ hat seine Gemeindehelferin mit einem so genannten 1-Euro-Job (Arbeitsgelegenheit mit Mehraufwandsentschädigung) des Landes Berlin finanziert.
Finanzierungsprobleme können zu Mietschulden bis hin zur Zwangsversteigerung der Moschee führen. Auch der Genehmigungsprozess an sich kann Finanzierungsprobleme hervorrufen, wenn er das Vertrauen der Spender nachhaltig erschüttert.

### Dachverbände
Die meisten Moscheevereine haben sich angeschlossen an in ganz Deutschland und Europa verbreitete Dachverbände, die sich auf entsprechende Organisationen in den Heimatländern zurückführen lassen.
- Die Türkisch-Islamische Union der Anstalt für Religion (DITIB) repräsentiert zwischen 765[24] und nach eigenen Angaben 875 Moscheevereine[25] sowie rund 130 000 Mitglieder[26] und ist somit der mit Abstand größte Dachverband in Deutschland. Die Moscheevereine sind in der Regel eigenständig. Der Anschluss an DITIB erfolgt entweder bei der Gründung oder durch nachträglichen Beschluss durch Annahme einer DITIB-Mustersatzung.[27] Zusammen mit der Satzung des Verbandes regelt sie das Verhältnis zwischen dem Ortsverein und der DITIB und auch Verbandsbeiträge.[28] Die DITIB, die eng mit dem türkischen Präsidium für religiöse Angelegenheiten verbunden ist, vermittelt und finanziert zentral Imame für die Moscheevereine.[29] Seit 2002 erhalten die Imame und Prediger neben ihrer theologischen Ausbildung auch eine Zusatzqualifikation durch einen Deutschkurs und landeskundlichen Unterricht. Das Goethe-Institut organisiert einen obligatorischen viermonatigen Kurs mit circa 400 Unterrichtsstunden. Seit 2006 gibt es darüber hinaus ein Zusatzangebot der Konrad-Adenauer-Stiftung, die einen einwöchigen Intensivkurs in Sachen Landeskunde anbietet. 2007 werden alle hundert Imame, die im Anschluss nach Deutschland gehen, diese zusätzliche Intensiv-Schulung durchlaufen.[30] Die ausgebildeten Theologen können jetzt statt vier Jahre auch acht Jahre in Deutschland bleiben.[31]
- Die Islamische Gemeinschaft Millî Görüş (IGMG) beschäftigt in 491[24] oder nach eigenen Angaben 514[32] Moscheevereinen 245 hauptberufliche und zahlreiche nebenberufliche Imame.[33] Die IGMG hat nach eigenen Angaben 70.000, laut Verfassungsschutz etwa 26.500 Mitglieder.[34] Die Immobilienverwaltung der Milli Görüs übernimmt die Europäische Moscheebau und -unterstützungs Gemeinschaft e. V. (EMUG) mit Geschäftsführer Ibrahim El-Zayat.
- Der Verband Islamischer Kulturzentren (VIKZ) besteht nach eigenen Angaben aus etwa 300 Gemeinden und etwa 100.000,[8] nach anderen Schätzungen rund 20.000[26] Mitgliedern. Die Satzung des VIKZ[35] schränkt die Selbständigkeit der Moscheevereine stark ein.
- In 62 bosnischen Moscheegemeinden sind 15 nebenberufliche und 47 hauptberufliche Imame tätig, von denen der größte Teil in Sarajevo studiert hat.[33] Die Vereinigung islamischer Gemeinden der Bosniaken in Deutschland ist Mitglied im Zentralrat der Muslime (ZMD), dem insgesamt circa 500 Moscheen zugerechnet werden.[24]
- Imame der 40 schiitischen Moscheen kommen meist aus dem Iran und haben vielfach dort Theologie studiert.[33] Die 125.000 Schiiten in Deutschland[8] kommen größtenteils aus der Türkei und dem Iran.
- Die 225 Moscheevereine[24] der auf etwa 30.000[36] meist pakistanischstämmige Anhänger geschätzten Ahmadiyya Muslim Jamaat bauen neue und ersetzen alte Gebetsstätten im Rahmen ihres 100-Moscheen-Plans.
- Die ca. 500.000[7] bis 700.000[37] Aleviten in Deutschland nutzen Cem-Häuser statt Moscheen. Der Verband Alevitische Gemeinde Deutschland e. V. (AABF) vertritt rund 100 Mitgliedsvereine mit ca. 20.000 türkisch und kurdischen bzw. nicht alevitischen Mitgliedern.[26] Die aus der Türkei stammende staatsnahe Cem-Stiftung soll 10 Vereine und 1000 Mitglieder unterhalten.[34]

### Vereinsverbote
Seit der gesetzlichen Abschaffung des Religionsprivilegs im November 2001 können Moscheevereine wie alle anderen Vereine von den deutschen Innenministern verboten werden, wenn „deren Zweck oder deren Tätigkeit den Strafgesetzen zuwiderlaufen oder (sie) sich gegen die verfassungsmäßige Ordnung oder gegen den Gedanken der Völkerverständigung richten“ (Art. 9 Abs. 2 GG, § 3 Abs. 1 Vereinsgesetz).
Entsprechend wurden ab Dezember 2001 die Ortsvereine des Kalifatstaats und im Dezember 2005 das Multikulturhaus in Neu-Ulm verboten. Im Juli 2024 wurde das Islamische Zentrum Hamburg, inklusive seinen Teilorganisationen in anderen Städten verboten.
In 2006 befürchtete der Verfassungsschutz nur bei sehr wenigen Moscheen in Deutschland (15 bzw. 39 von ca. 2600), dass diese „als Radikalisierungs- und Rekrutierungsmärkte fungieren“ könnten.

### Moscheebau

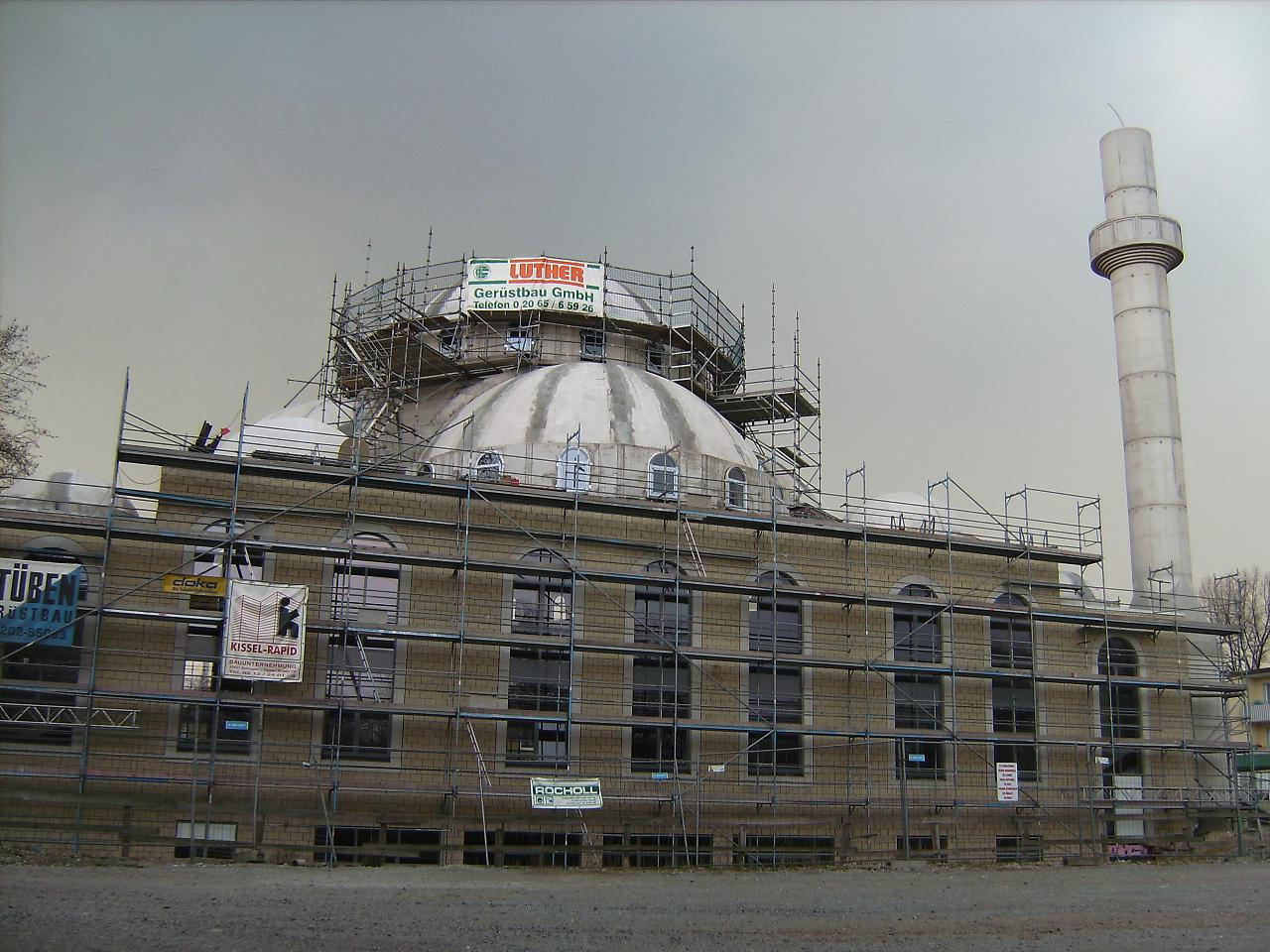
Das Wunder von Marxloh im Bau 2007, DITIB-Merkez-Moschee in Duisburg-Marxloh

Für den Standort eines Moscheevereins sind neben den Mietkosten und der Wohnortnähe auch der Anschluss an öffentliche Verkehrsmittel von ausschlaggebender Bedeutung.
Die Strategien im Umgang mit den bei Moscheebau auftretenden Konflikten sind unterschiedlich. Viele Kommunen minimieren die Konflikte, indem sie Moscheebauten möglichst unauffällig in Gewerbegebieten verorten, andere nutzen Moscheebaukonflikte aktiv, um nachhaltige Dialogstrukturen aufzubauen. Moscheevereine nutzen verstärkt den Weg, sich mit Moscheeneubauten endgültig in der deutschen Gesellschaft zu beheimaten.
Die Interessenkonflikte beim Bau von Moscheen werden in Deutschland meist im Rahmen des öffentlichen Baurechts (Art und Maß der baulichen Nutzung gemäß Flächennutzungsplan und Bebauungsplan; Stellplatzverordnung) und Immissionsschutzrechts (Lärmbelästigung) ausgetragen.
Bekannte öffentliche Kontroversen wurden beispielsweise um den Bau der Khadija-Moschee der Ahmadiyya Muslim Jamaat in Berlin-Heinersdorf, um die Moscheeprojekte des Berliner Vereins Inssan und um die DITIB-Zentralmoschee Köln-Ehrenfeld geführt, wohingegen die DITIB-Merkez-Moschee in Duisburg-Marxloh als besonders konfliktarmes Moscheebauprojekt gilt.
Während die katholische und die evangelische Kirche sich grundsätzlich für das Recht auf Moscheebau einsetzen, wollen sie eine Umnutzung von Kirchengebäuden zu Moscheen nach Kirchenschließungen ausschließen.
Zwei Neuapostolische Kirchengebäude in Berlin wurden hingegen zu Moscheen umgewidmet.

## Moscheevereine in Österreich

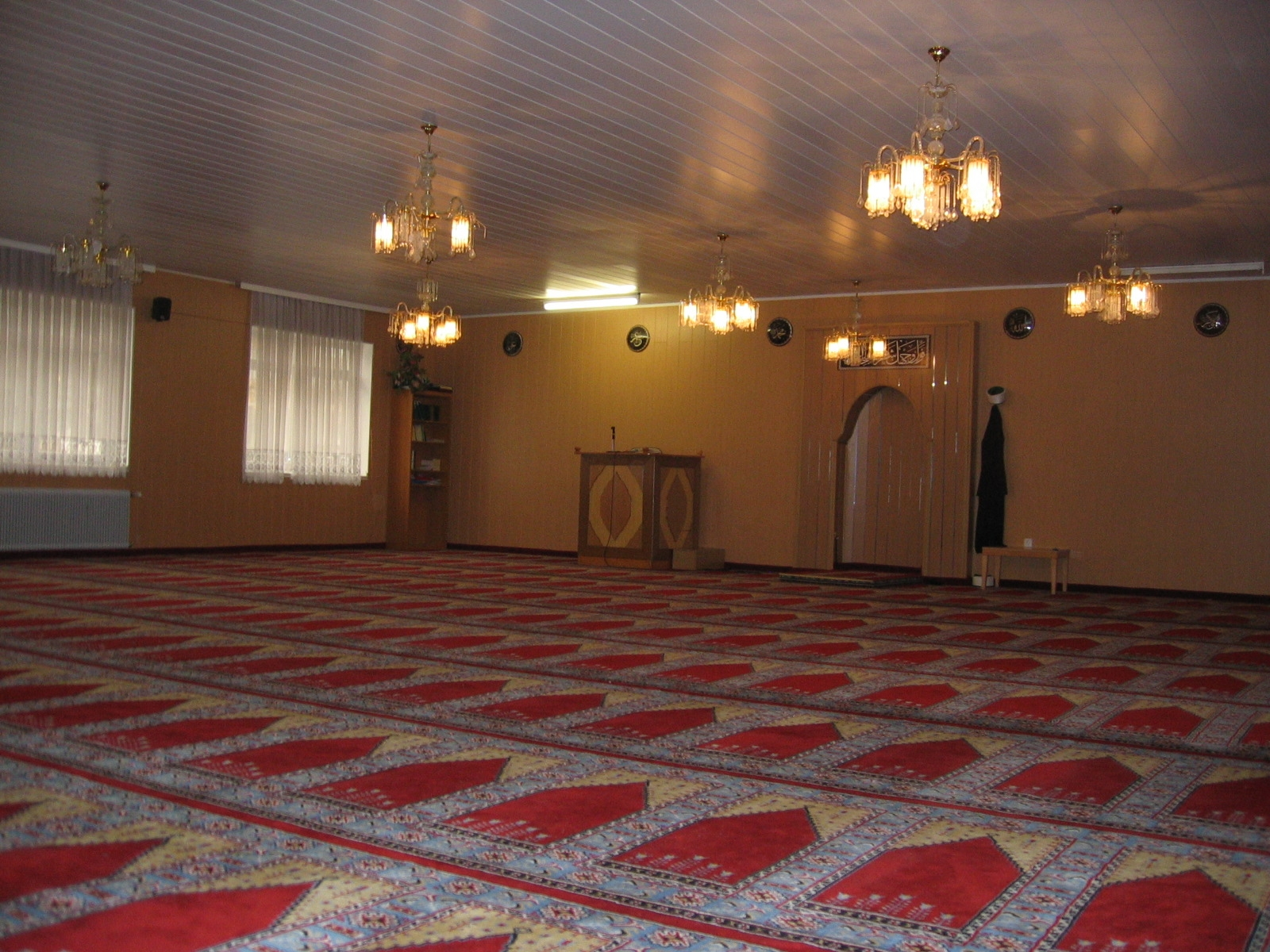
Gebetsraum einer Moschee in Salzburg-Schallmoos

Die ca. 400.000 Muslime in Österreich unterhalten etwa 250 Gebetsstätten, darunter das 1979 eröffnete Islamische Zentrum Wien und die 2006 errichtete Telfer Moschee.
Die islamischen Gebetsstätten werden nicht von der offiziellen Islamischen Glaubensgemeinschaft in Österreich (IGGiÖ) errichtet, verwaltet und finanziert, sondern von unabhängigen Moscheevereinen.
Diese sind meist nach ethnischem Hintergrund bzw. Muttersprachen organisiert, gehören teils großen Dachverbänden an und bieten oft ein ganzes Spektrum weiterer Angebote von der Kantine übers Lebensmittelgeschäft bis zum Friseur.
Die IGGiÖ wird jedoch am Visumverfahren der Imame beteiligt, bei dem dessen Bewerbungsunterlagen der Islamischen Glaubensgemeinschaft vorgelegt werden und sie ihre Zustimmung geben muss.
Ausnahmen davon sind vom türkischen Präsidium für Religiöse Angelegenheiten (verbunden mit „Avusturya Türkiye İslam Birliği“, ATIB) entsandte Imame, die keinem Visumsverfahren unterliegen, sowie Imame, die bereits in Österreich wohnen.
Die Landesregierung in Kärnten hat eine Änderung des „Ortsbildpflegegesetzes“ beschlossen, das den Bau von Moscheen und Minaretten verhindern soll.

## Moscheevereine in der Schweiz

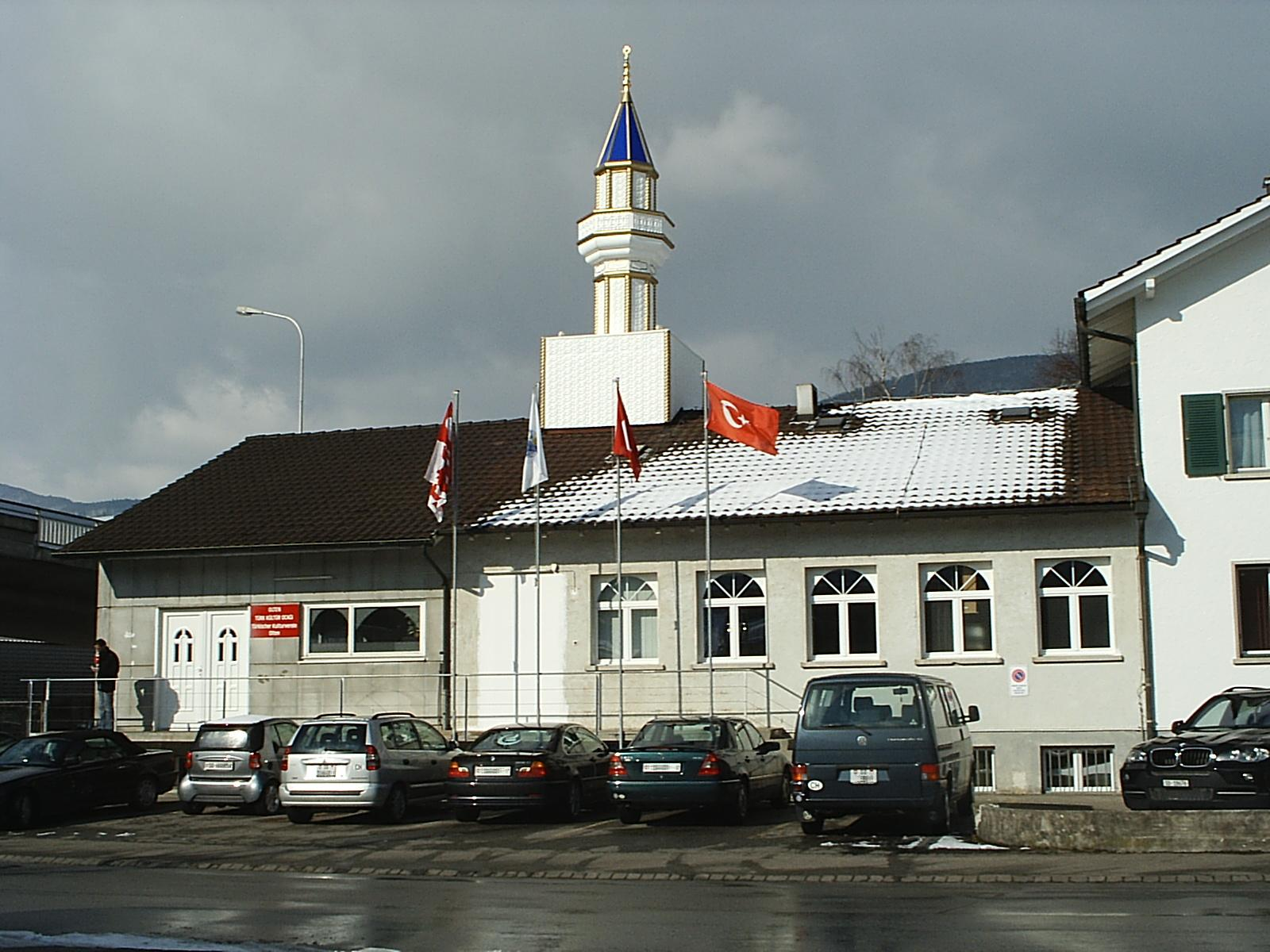
Moschee des Türkischen Kulturvereins Wangen bei Olten

Von den inzwischen über 310.000 Muslimen in der Schweiz (etwa 250.000 Sunniten, 40.000 Aleviten und schätzungsweise 20.000 Schiiten) werden etwa 160, nach anderen Angaben ca. 250 Räumlichkeiten als Moscheen genutzt.
Dies sind zumeist sogenannte Hinterhofmoscheen, aber auch repräsentative Moscheen, wie die Mahmud-Moschee (Zürich) und die Genfer Moschee.
Zusätzlich zur religiösen Ausrichtung sind die Zentren nach Sprachgruppen organisiert.
Meist wird dazu die Organisationsform des Vereins genutzt (Art. 60 ff. ZGB), daneben aber auch die Rechtsform einer Stiftung (Art. 80 ff. ZGB).
Der Wunsch, eine Moschee zu bauen, führt häufig zu Konflikten. In der Schweiz führte unter anderem der Fall in Wangen bei Olten, der als „Schweizer Minarettstreit“ bekannt geworden ist, zu einem ausufernden Rechtsstreit.

## Moscheevereine in Frankreich
Der Islam in Frankreich wird in 2147 Moscheen (Stand 2006) praktiziert. Laut einer Umfrage von 2006 besuchen 17 % der französischen Muslime mindestens einmal wöchentlich die Moschee, 8 % mindestens einmal im Monat.
Neben der eigentlich vorgesehenen Organisationsform des Kultusvereins (association cultuelle nach dem Gesetz zur Trennung von Kirche und Staat von 1905) werden häufig gemeinnützige Vereine (association à but non-lucratif nach dem Gesetz von 1901) gegründet.
Kultusvereine dürfen aufgrund des französischen Laizismus keine staatlichen Subventionen bekommen, erhalten jedoch einige Steuervorteile. Moscheeneubauten werden von den Kommunen oft durch langfristige Pachtverträge mit symbolischem Pachtzins (le bail emphytéotique) unterstützt. Schätzungen des Innenministers zufolge werden ungefähr 30 % der Kosten aus öffentlichen Mitteln finanziert und etwa die Hälfte aus dem Ausland (vor allem Algerien, Marokko, Türkei, Saudi-Arabien und Golfstaaten).
Die Vertretung der französischen Muslime im gewählten Conseil français du culte musulman ist abhängig von der jeweiligen Moscheegröße (in Quadratmetern Moscheefläche).